# Agramunt
Agramunt település Spanyolországban, Lleida tartományban. Agramunt Artesa de Segre, Castellserà, Foradada, La Fuliola, Oliola, Tornabous, Puigverd d'Agramunt és Preixens községekkel határos. Lakosainak száma 5629 fő (2024).

## Népesség
A település lakosságának változását az alábbi diagram mutatja:
| Lakosok száma | 843  | 3411 | 3418 | 3730 | 4701 | 5212 | 5608 | 5515 | 5371 | 5629 |
|               | 1717 | 1887 | 1936 | 1960 | 1986 | 2004 | 2009 | 2014 | 2019 | 2024 |